# Zygophyllum macropterum
Zygophyllum macropterum là một loài thực vật có hoa trong họ Zygophyllaceae. Loài này được C.A.Mey. miêu tả khoa học đầu tiên năm 1830.